# Habilitación de vuelo instrumental
La habilitación de vuelo instrumental —IR(A)— adecuada a la categoría de aeronave y emitida de acuerdo con el JAR-FCL, es la habilitación que debe tener un piloto para volar bajo las reglas de vuelo instrumental (IFR), excepto un piloto sometido a una prueba de pericia en vuelo o que está recibiendo instrucción en doble mando.

## Requisitos para la obtención de la licencia
Es necesario la aprobación de un examen de conocimientos teóricos, un uso del idioma inglés según se indica en el Apéndice 1 al JAR-FCL 1.200, y una posterior prueba de pericia.